# Maryland (Libéria)
Maryland é um dos 15 condados da Libéria. Sua capital é a cidade de Harper.
Maryland é o condado mais a sul e leste da Libéria. Faz fronteira com Costa do Marfim. Recebeu este nome depois do estado de Maryland, nos Estados Unidos.
Durante a década de 1970, Maryland foi aterrorizada pelos assassinatos rituais de Maryland. Os crimes foram considerados "o caso de assassinato ritual mais notório da Libéria" devido ao número de assassinatos, ao envolvimento de altos funcionários do governo e às suas subsequentes execuções públicas.

## Distritos
Maryland está dividido em 7 distritos (populações em 2008 entre parênteses):
- Gwelekpoken (9.875)
- Harper (37.289)
- Karluway#1 (7.539)
- Karluway#2 (18.017)
- Nyorken (11.161)
- Pleebo/Sodoken (43.580)
- Whojah (8.943)